# فينو أوداني سيريواردانا
فينو أوداني سيريواردانا (بالإنجليزية: Vinu Udani Siriwardhana)‏ (السنهالية: විනු උදානි සිරිවර්ධන) (من مواليد 10 مارس 1992) هي ممثلة وعارضة ومقدمة برامج تلفزيونية من سريلانكا. في عام 2012 شاركت في مسابقة «ديرانا فيت ملكة جمال سريلانكا لملكة جمال العالم 2012» ونجحت في أن تصبح الفائز المشترك بلقب «ديرانا فيت ملكة جمال سريلانكا لملكة جمال العالم 2012» مع سومودو براساديني (مثلت الأخيرة سريلانكا في ملكة جمال العالم 2012 ملكة جمال).

## ملكة جمال سريلانكا لملكة جمال العالم 2012

### خطأ في الحساب
فازت فينو بلقب ملكة جمال سريلانكا ديرانا فيت ملكة جمال سريلانكا لعام 2012 في الحدث الرسمي الذي أقيم في 31 مارس 2012 في بلو واتر، وادوا. في ذلك اليوم، تم اختيار سومودو براساديني لتكون الوصيفة الأولى في مسابقة ملكة الجمال. ومع ذلك، تم الكشف لاحقًا عن حدوث خطأ حسابي وفي 4 أبريل 2012، تم تتويج سومودو براساديني الفائز بالمسابقة في حفل أقيم في فندق جالي فيس، كولومبو. وخلص إلى أن كلا من فينو وسومودو سيشتركان في اللقب الرئيسي وأن سومودو سيمثل سريلانكا في مسابقة ملكة جمال العالم 2012 التي أقيمت في الصين في 18 أغسطس 2012.
بالإضافة إلى العنوان الرئيسي، فازت فينا أيضًا بلقب ملكة جمال المواهب (بالإنجليزية: Miss Talent)‏ في إحدى المسابقات المصغرة التي أقيمت خلال الحدث ولقب صنداي أوبزرفر المتسابق الأكثر شعبية (بالإنجليزية: Sunday Observer Most Popular contestant)‏ بحصولها على أكبر عدد من أصوات الجمهور عبر صحيفة صنداي أوبزرفر.

## ملكة جمال السياحة لملكة العام الدولية
مثلت فينو أيضًا سريلانكا في مسابقة ملكة جمال السياحة الدولية لعام 18، والتي أقيمت في نانجينغ بالصين وتنافس على اللقب الرئيسي بالإضافة إلى لقبين مصغرين - «الأفضل في المواهب» و «أفضل زي وطني». في هذه المسابقة، نجحت في الوصول إلى المراكز العشرة الأوائل في فئة «الأفضل في المواهب» وأعلى 25 في فئة «أفضل أزياء وطنية».

## مهنة التمثيل
بدأت فينو حياتها المهنية في التمثيل من خلال الدراما التليفزيونية Pipena Mal التي لعبت دور Parami الداعم. لكن أبرز أدائها كممثلة كان شخصية «ثارومالي» في الدراما التليفزيونية Tharumalee  و ويس. بالإضافة إلى التمثيل في الدراما التليفزيونية، أثبتت فينو أيضًا موهبتها من خلال التمثيل في العديد من مقاطع الفيديو الموسيقية.

## افلامها
| عام        | فيلم             | دور       | المرجع. |
| ---------- | ---------------- | --------- | ------- |
| 2015       | أهيلبولا كمرشامي |           |         |
| 2016       | باثيني           | مانيمخالا |         |
| 2018       | ياما رجا سيري    | ياما ديفي |         |
| 2019       | جوري             | إندو      |         |
| يحدد لاحقًا | كديرا ديفيا رجا  |           | [ 5 ]   |
| يحدد لاحقًا | أكاسا بالاما     |           | [ 6 ]   |

## حياتها
فينو هي الثانية في عائلتها مع شقيقها الأكبر (سانو) وأختها الصغرى (روفي). هي تلميذة سابقة لـ أنولا فيديالايا. تعيش حاليًا في دهيوالا مع عائلتها. وهي متزوجه.
حصلت مؤخرًا على جائزة نيلسون ميندالا للسلام لعام 2019. بالإضافة إلى ذلك، عملت كمضيف لبرنامج Friday Hada Redi Peya. كما أنها تخطط لكتابة كتاب.